# 아오야마 가즈오
아오야마 가즈오(일본어: 靑山和夫, 1907년 12월 28일 ~ 1997년 4월 25일)는 중화민국과 베트남에서 주로 활동한 일본의 정치학자이자, 혁명가이다. 일본 공산당원으로서 베트남에서 활동한 후, 중국 국민당 정부에 의하여 국제문제연구소 고문으로 초빙되어 적정연구 및 반전사업에 종사하였다. 본명은 구로다 젠지(일본어: 黑田善次)이다.

## 생애
도쿄시 태생으로 메이지 대학 전문학부 법과를 중퇴하고, 은행에 근무하면서 고고학과 인류학을 연구하였다. 1933년 5월에는 일본 전투적 무신론자동맹에 참가하였다. 1934년에 검거되었으나, 전향을 강요하는 문서에 서명하여 출옥하였다. 그러나, 1937년 3월에 중화민국의 상하이로 망명하였으며, 상하이 함락 후에는 홍콩과 베트남에서 활동하였다. 그는 우한에서 활동을 하면서 일본군의 난징 대학살을 폭로하는데 참여했다.
그는 민족전선연맹과 교류를 하였으며 우한에 체류 중이던 조선인들의 상황에 대하여도 잘 파악하고 있었으므로 '국제의용군조직계획방안'을 입안하여 조선의용대를 창설하는 데 참여하였다.